# هاري فيلدينغ ريد
هاري فيلدينغ ريد (بالإنجليزية: Harry Fielding Reid)‏ هو عالم زلازل ‏ أمريكي، ولد في 18 مايو 1859 في بالتيمور في الولايات المتحدة، وتوفي بنفس المكان في 18 يونيو 1944.

## وصلات خارجية
- هاري فيلدينغ ريد على موقع الموسوعة البريطانية (الإنجليزية)